# Заштита од пожара
Заштита од пожара представља скуп мера и радњи које се прописују и предузимају у циљу смањења вероватноће настанка пожара и експлозија, као и у циљу смањења штете у случају настанка истих. Заштита од пожара представља грану инжењерства, ова дисциплина представља мултидисциплинарну делатност нарочито у фази превентивне заштите. У великој мери обухвата област урбанизма, грађевинарства, електротехнике и машинства. У зависности од начиња деловања, делатност заштите од пожара може се поделити на три подгрупе и то: превентивна, репресивна и санациона.
Превентивна заштита: у првом реду дефинисана је правном регулативом (која се прописује у циљу спровођења мера и радњи како би се спречио потенцијални настанак пожара и/или експлозија. 
Репресивна заштита: мере и радње које се спроводе при настанку пожара, односно највише се бави организацијом и спровођењем акције гашења пожара. 
Санациона заштита: скуп мера и радњи које се спроводе након пожара у циљу умањења штета узрокованих пожаром.

## Правна регулатива
Као и свака инжењерска делатност и заштита од пожара се заснива на правној регулативи. Основни правни акт којим се прописује ова делатност је Закон о заштити од пожара („Сл гласник РС” бр. 111/2009 и 20/2015). Такође, постоји више правилника који прате ову област у одређеним делатностима, техничким нормативима и стандардима. Сви горенаведени прописи имају за циљ да пре свега спрече настанак пожара и експлозија, а у другом плану умање штете у случају настанка нежељеног догађаја (акцидента).

## Класификација пожара
Пожар представља свако неконтролисано сагоревање праћено материјалним губицима и/или губицима људских живота. Постоји више класификација пожара, тако да се могу поделити: према врсти гориве материје, према величини, према месту настанка и према фазама развоја.

## Подела према врсти гориве материје:
Ова класификација је веома значајна у фази гашења пожара, јер свака опрема за гашење пожара (ватрогасни апарати) на себи носи ознаке за коју класу пожара је намењена.
- Класа А - пожари чврстих запаљивих материја које горе са стварањем жара (угаљ, дрво, хартија, композитни материјали, гумене масе и сл.).
- Класа Б - пожари запаљивих течности (нафтни деривати, алкохоли и сл.)
- Класа Ц - пожари запаљивих гасова ( ТНГ - пропанбутан гас, ацетилен, природни земни гас, метан и сл.)
- Класа Д - пожари запаљивих метала (магнезијум, натријум, алуминијум у праху и сл.)
- Класа Е -пожари у близини електричних инсталација или на опреми под напоном. Са изменом стандарда избачена је ова класа, посматрано са физичко-хемијског аспекта не постоји пожар електричне струје, већ се ради о сагоревању чврсте запаљиве материје, попут изолације каблова, пластичних делова електричних упеђаја итд.[6]
- Класа Ф - кухињски пожари јестивих уља и масти.[3]

## Класификација пожара према величини:
1. Мали
2. Велики
3. Блоковски - катастрофални[1]

Најпознатијим катастрофалним пожаром који се догодио у историји човечанства сматра се пожар Рима, када је, по легенди, римски цар Нерон запалио Рим и изазвао пожар у коме је изгорело две трећине града. Следећи цар који је дошао на власт, донео је пропис којим је регулисана дужина низа зграда, ширина прекида улица или тргова како би се спречило преношење пожара, што се уједно сматра и првим урбанистичким актом који се бави овом проблематиком.

## Класификација пожара према месту настанка:
Унутрашњи (унутрашњост објеката) 
Спољашњи (шумски пожари, пожари усева, депоније и сл.)

## Класификација пожара према фазама развоја:
1. Почетна фаза - фаза у којој је потребна мала количина средстава за гашење пожара (довољан један или два ватрогасна апарата или хидранта), односно пожари за које није потребна интервенција ватрогасних јединица.
2. Разбуктала фаза - фаза у којој се пожар не може локализовати постојећом опремом за гашење пожара у радном, јавном или стамбеном простору, те је потребна интервенција ватрогасне јединице.[8]
3. Фаза догоревања (живог згаришта) - када је дошло до сагоревања запаљивих материја тако да пожар више не може да се шири јер нема шта да гори, али у згаришту још увек има жара који представља опасност по лица која би се нашла на том месту.[8]

## Мере које се спроводе
Закон који дефинише ову област, правилници, технички нормативи и стандарди прописују мере које се спроводе у циљу спречавања настанка пожара и умањења штета, а то су: организационе (закон их прописује), техничке ( правилници, технички нормативи и стандарди), едукативне (закон).
Организационе мере представљају обавезе које морају да испуне правна лица у зависности од категорије пожарне угрожености, што значи да правна лица сврстана у прву категорију пожарне угрожености морају да имају ватрогасну јединицу. Разврставање по категоријама пожарне угрожености врши инспекција Сектора за вандедне ситуације МУП-а РС доношењем решења о разврставању привредног субјекта у одговарајућу категорију.
Друга категорија у обавези је да поседује службу за заштиту од пожара и трећа категорија мора да има једно лице које се бави организовањем и спровођењем заштите од пожара. 
Техничке мере заштите од пожара представљају све мере које се сприводе у фази изградње објеката (употреба одговарајућих грађевинских материјала који не дозвољавају развој и брзо ширење пожара). Мере које омогућавају безбедну евакуацију лица из угроженог објекта, што представља означавање правца и смера евакуације, смер отварања излазних врата, ширина евакуационих пролаза и коридора и осветљавање евакуационих пролаза и излаза у случају прекида снабдевања електричном енергијом.
Мере за откривање и гашење пожара: уградња система за дојаву и система за гашење пожара. Системи за аутоматску детекцију и дојаву пожара представљају систем који има аутоматске детекторе пожара (детектори дима, детектори пламена и детектори топлоте) и ручне јављаче пожара. Детектори и јављачи повезани су на централу за дојаву пожара која се поставља у простору у ком увек има присутних лица која су у обавези да буду обучена за рад са централом. Системи за гашење пожара постављају се у изразито угроженим пожарним срединама и функционишу тако да у случају пожара креће аутоматско гашење, а у случају отказа аутоматике морају да имају и могућност ручног активирања. Најпознатији системи за ову намену су: системи за гашење пожара водом (спринклер и дренцер), системи за гашење пожара угљендиоксидом и они могу бити систем за делимичну или потпуну заштиту угроженог простора. Системи за гашење пожара прахом, воденом маглом и халоном. Због своје високе цене халон се користи за гашење пожара електронских центара и скупе електронске опреме, те је мало заступљен у пракси. Најзаступљенији су системи за гашење пожара водом и угљендиоксидом.
Едукативне мере прописане Законом о заштити од пожара:
Предвиђена су два нивоа едукације: 
1. обавезан  стручни испит за лица која раде на пословима организовања и спровођења     превентивних мера заштите од пожара
2. нижи ниво који предатавља обавезну обуку из области ЗОП за све запослене. Ова обука се спроводи у року од 30 дана од дана запосљења и обавезна је провера обучености на сваке три године.[8]

## Експлозија
Експлозија је процес наглог, изненадног сједињавања кисеоника и гориве материје која се дешава у веома кратком временаком интервалу. Праћена је ослобађањем велике количине гасова и топлоте, што за последицу има детонациони удар. Према брзини експлозије се деле на: детонацију и дефлаграцију. Према природи, експлозије се деле на експлозије експлозивних материја (експлозиви) и технолошке експлозије (експлозије материја које се иначе не сматрају експлозивима). Познате технолошке експлозије су експлозије пара, запаљивих течности или гасова у смеси са ваздухом, а најпознатије и најразорније технолошке експлозије настајале су у смеси прашине (шећер у праху, угаљ, брашно, алуминијум у праху итд.) са ваздухом у одређеним концентрацијама.